# Nolan Ryan

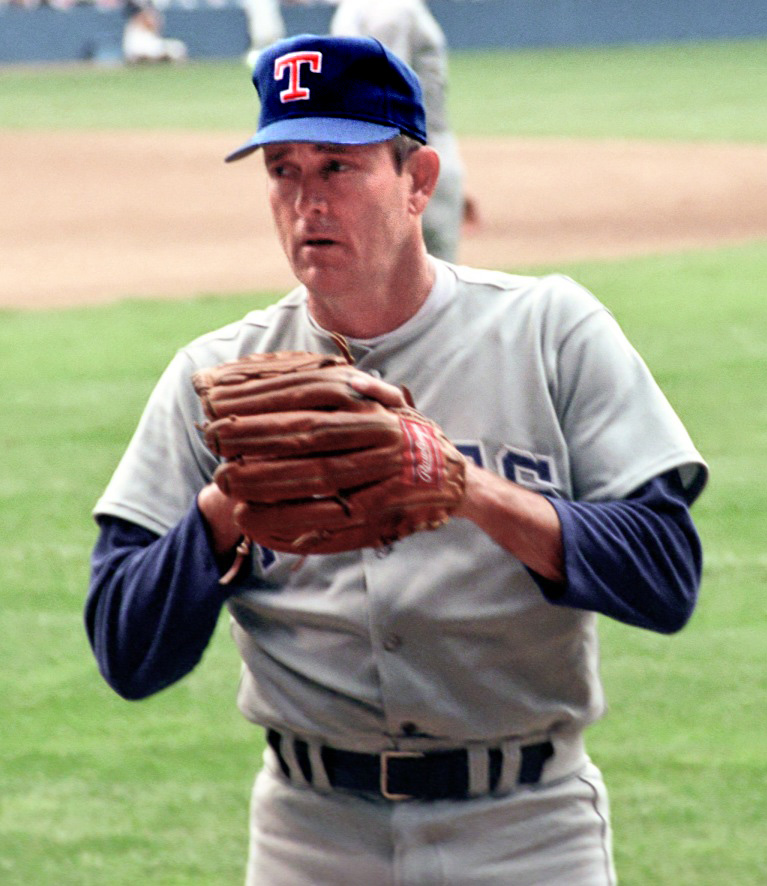
Nolan Ryan i Texas Rangers dräkt 1990.

Lynn Nolan Ryan, född den 31 januari 1947 i Refugio i Texas, är en amerikansk före detta professionell basebollspelare som spelade 27 säsonger i Major League Baseball (MLB) 1966 och 1968–1993. Ryan var högerhänt pitcher.
Ryan kallades The Ryan Express (efter filmen Von Ryans express) på grund av sina hårda kast. Han har kastat flest strikeouts (5 714) och flest no-hitters (sju) genom tiderna i MLB. Han har även MLB-rekordet i lägst antal hits per 9 innings pitched (6,56) och i den mindre smickrande kategorin flest walks (2 795). Han är bland de tio bästa i följande kategorier: Tvåa i flest startade matcher (773) och, mindre meriterande, i flest wild pitches (277), trea i flest strikeouts per 9 innings pitched (9,55) och, mindre meriterande, i flest förluster (292), femma i flest innings pitched (5 386) och sjua i shutouts (61)
Ryan togs ut till åtta all star-matcher och valdes 1999 in i National Baseball Hall of Fame med hela 98,8 % av det årets röster. Tre olika MLB-klubbar har pensionerat hans tröjnummer: Los Angeles Angels (nr 30), Texas Rangers (nr 34) och Houston Astros (nr 34). Han var med och vann World Series 1969 med New York Mets.
Ryan hade även rekordet för det snabbaste kastet som någonsin uppmätts, 162,38 kilometer i timmen. Detta kast uppmättes den 20 augusti 1974, då Ryan spelade för California Angels. Rekordet blev slaget 2010 av Aroldis Chapman som uppnådde hela 168 km/h.
Ryan började sin MLB-karriär i New York Mets 1966 och spelade där till och med 1971. Han spelade därefter för California Angels 1972–1979, Houston Astros 1980–1988 och Texas Rangers 1989–1993.
Inför 2008 års säsong anställdes Ryan av Texas Rangers som club president och i augusti 2010 blev han en av delägarna i klubben när hans grupp lade det högsta budet vid en konkursauktion. Inför 2011 års säsong blev Ryan även vd, men efter 2013 års säsong sade Ryan upp sig från sina uppdrag i klubben och sålde också sin ägarandel, allt för att kunna tillbringa mer tid med sin familj på sin ranch. Bara några månader senare accepterade han ett erbjudande att bli rådgivare (executive advisor) för Houston Astros. Han var kvar i den positionen till och med 2019.